# Mitra manuellae
Mitra manuellae is een slakkensoort uit de familie van de Mitridae. De wetenschappelijke naam van de soort is voor het eerst geldig gepubliceerd in 2006 door T. Cossignani & V. Cossignani.